# 일본 야구 기구
일반 사단법인 일본 야구 기구(일본어: 一般社団法人日本野球機構, 영어: Nippon Professional Baseball Organization, 통칭 NPB)는 일본 프로 야구(NPB)를 총괄하는 기관으로 센트럴 리그와 퍼시픽 리그의 소속된 12개 구단과 기타 일부 리그의 팀을 대표한다. 이 기관은 사단법인으로서 문부과학성의 관할하에 둔다. 일반적으로 일본 국내에서 ‘프로 야구’는 이 일본 야구 기구가 총괄하는 것을 가리킨다.
일본 프로페셔널 야구 협약 제8조 제5항에 근거로 일본 프로페셔널 야구 조직의 커미셔너가 동시에 일본 야구 기구의 회장을 맡고 있으며 재단법인 일본 프로 스포츠 협회 가맹 단체이다. 영문 명칭은 이전의 ‘Professional Baseball Organization of Japan’에서 2005년에 변경됐다.
메이저 리그 베이스볼에 이은 세계 2위의 야구 리그라는 평가도 있다.

## 연혁
- 2020년 3월 2일 : 공익사단법인 일본 프로 축구 리그(J리그)와 협업하여 코로나19 대책 연락회의와 전문가팀을 설치한다고 발표했다.
- 2022년 11월 28일 : 당일 개최한 제68회 연락회의에서 정기 개최를 종료[2]했다.

## 구성

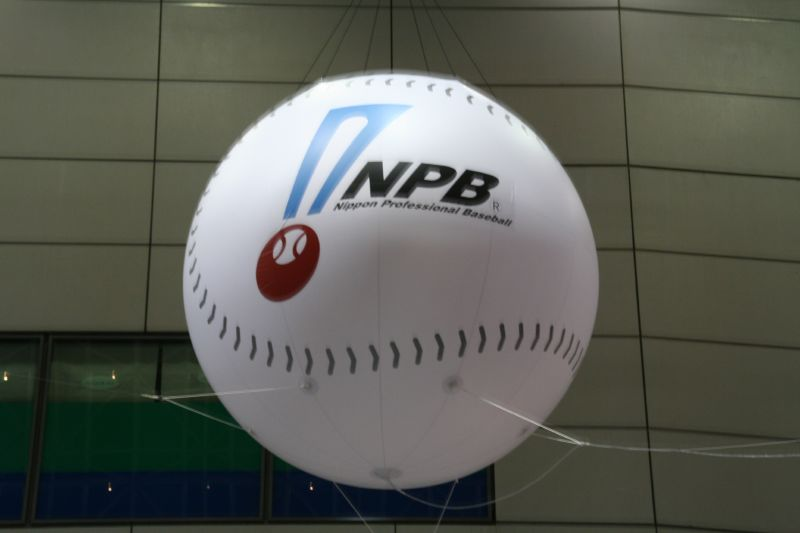
일본 야구 기구의 로고

일본 야구 기구 정관에 의해 다음과 같이 설치돼 있다.

### 사원
회원은 구단이며 ‘회원’을 ‘사원’으로 정의하고 있다.
- 주식회사 홋카이도 닛폰햄 파이터스
- 주식회사 라쿠텐 야구단
- 주식회사 세이부 라이온스
- 주식회사 요미우리 교진군
- 주식회사 야쿠르트 구단
- 주식회사 지바 롯데 마린스
- 주식회사 요코하마 DeNA 베이스타스
- 주식회사 주니치 드래건스
- 오릭스 야구 클럽 주식회사
- 주식회사 한신 타이거스
- 주식회사 히로시마 도요 카프
- 후쿠오카 소프트뱅크 호크스 주식회사

### 구단주 회의
- 회원인 구단을 보유하고 있는 사업소를 대표하는 것을 구단주(오너)로 정의하고 있다.
- 구단주 회의가 ‘사원 총회’로서 개최돼 ‘일본 프로페셔널 야구 조직’의 최고 의결 기관으로 정의하고 있다.

### 역대 회장(커미셔너)
임원으로 ‘이사’와 ‘감사’가 설치되며, ‘이사회’의 최고책임자인 ‘회장’은 ‘일본 프로페셔널 야구 조직’ 의 ‘커미셔너’를 겸임한다. 일본 야구 연맹 시절이었던 1949년에 쇼리키 마쓰타로가 커미셔너에 취임했던 시기도 한 번 있었으나 공직 추방 중이었던 몸이었기에 곧바로 물러났다.

### 일본 프로페셔널 야구 조직과의 관계
2007년도까지 마찬가지로 센트럴·퍼시픽 양대 리그를 총괄하는 조직으로 일본 프로페셔널 야구 조직이 존재했는데, 기구와 조직은 ‘NPB = Nippon Professional Baseball’라는 영문 명칭을 공유했을 뿐만 아니라 ‘조직’의 커미셔너가 ‘기구’의 회장을 겸했다. 일단 ‘조직’이 규정(경기 규정 및 선수 계약 규정) 면을, ‘기구’가 흥행면을 각각 분담하기로 되어 있었는데 한참 동안 이 양자의 관계는 애매했다. 2008년도부터 ‘조직’은 사단법인인 ‘기구’의 내부 조직이 됐다. 이와 관련해 그때까지는 커미셔너 사무국 센트럴 리그 사무국, 퍼시픽 리그 사무국 등 이렇게 모두 3개였던 커미셔너 사무국으로 통합·일체화됐다. 이러한 일련의 조직 개편은 2004년에 일어난 프로 야구 재편 문제가 불거졌을 때 책임소재가 애매할 뿐더러 사태를 수습할 능력이 없음도 드러나면서 큰 비판을 받았던 것이 계기가 됐다.

## 주요 업무
- 일본 시리즈 경기 및 올스타전 경기의 주최(협약 제8조 제6항)
- 커미셔너의 경비를 포함한 일본 프로페셔널 야구 조직의 경비 부담(협약 제12조)
- 월드 베이스볼 클래식 등 국제 대회에 있어서의 야구 일본 대표팀의 편성·파견.
- 신인 선수 선택 회의 주최.

## 특징
- 일본 야구 기구에서는 구단명에 대해 ‘군’(軍)을 제외해서 표기한다. 예를 들면, 전쟁 전의 ‘도쿄 교진군’(東京巨人軍)은 ‘도쿄 교진’(東京巨人).
- 구단의 호칭(또는 약칭)은 언론에서 사용하고 있는 것과는 일부 다르다. 예를 들면 히로시마는 ‘히로시마 도요’(広島東洋), 교진은 ‘요미우리’(読売).

## 슬로건
2004년부터 매 시즌의 슬로건을 제정하고 있다.
| 연도      | 슬로건                                         | 일본어                                   | 비고                                                                                               |
| --------- | ---------------------------------------------- | ---------------------------------------- | -------------------------------------------------------------------------------------------------- |
| 2004      | 일본 프로 야구 70년                            | 日本プロ野球70年                         | 미하라 오사무가 1934년에 도쿄 교진군과 일본 최초의 프로 계약을 맺었던 것에 연관된다.               |
| 2005      | 풀 스윙! 프로 야구.                            | フルスイング！プロ野球。                 | |
| 2006      | 모든 것은 환성을 위해                          | すべては歓声のために                     | |
| 2007      | 모든 것은 환성을 위해 -세계 제일로부터의 도전- | すべては歓声のために -世界一からの挑戦-  | 작년의 월드 베이스볼 클래식에서 일본이 우승한 것을 계기로 정한 것이다.                             |
| 2008      | 야구력                                         | 野球力                                   | |
| 2009      | 야구란,                                        | 野球とは、                               | |
| 2010      | 여기에 세계 제일이 있다.                       | ここに、世界一がある。                   | 작년의 월드 베이스볼 클래식에서 일본이 우승한 것을 계기로 정한 것이다.                             |
| 2011      | 각오! 왜 당신은 여기에 있는 것인가             | 覚悟! 〜なぜ、あなたはここにいるのか〜   | 시즌 개막 직전에 동일본 대지진이 일어나면서 모든 프로 야구 관계자에게 자신의 존재 의의를 물었다.   |
| 2012      | 마음을 이어주는 이 플레이                      | 心をつなぐこのプレー                     | |
| 2013      | WE☆LOVE BASEBALL                               |                                          | |
| 2014      | NEW PLAY BALL! 새로운 야구사를 만든다.         | NEW PLAY BALL！ あたらしい球史をつくる。 | 일본 프로 야구 80주년 기념.                                                                        |
| 2015      | 이 1구에 미래를 걸고                           | この1球に未来を懸けて                    | 근대 올림픽에 야구 경기의 부활이나, 후계자 육성 등의 진흥에 힘쓴다.                                |
| 2016~2020 | 야구의 꿈. 프로의 긍지.                        | 野球の夢。プロの誇り。                   | “야구에는 꿈이 있고 프로로서의 긍지가 있다”라는 뜻을 담고 있다.                                    |
| 2021      | 긍지를 가슴에. 감사를 플레이하러.              | 誇りを胸に。感謝をプレーに。             | |
| 2022      | 야구 전래 150년 미래로 나아가는 모두의 희망    | 野球伝来150年 未来へ紡ぐ みんなの希望    | 1872년 호레이스 윌슨이 일본에 야구를 전한 지 150년의 기준점에서 비롯됐다.                          |
| 2023      | 야구의 뜨거움, 무한대.                         | 野球の熱さ、無限大。                     | 관중수 제한 폐지와 함성 응원 재개 등으로 관중들이 ‘야구의 뜨거움’을 느껴달라는 이유로 정한 것이다. |

## NPB 파트너 기업·단체
- 기업·단체 오십음순

| 협찬 기업·단체명        | 비고 |
| ----------------------- | --- |
| 칼비                    | - 2019년부터 협찬 - 1973년부터 오랜 기간 ‘프로 야구 칩스’를 판매하고 있다. |
| 다이쇼 제약             | - 2016년 시즌부터 - 신인 선수 선택 회의 특별 협찬(리포비탄D 명의, 2013년부터) - NPB AWARDS 특별 협찬(리포비탄D 명의, 2014년부터) |
| 닛폰 생명보험           | - 센트럴·퍼시픽 교류전 특별 협찬 - 2018년까지 월간 MVP를 협찬(2019년 이후에는 자회사인 다이주 생명보험이 인수) |
| 마이나비                | - 2017년부터 올스타전 특별 협찬 |
| 미쓰이스미토모 은행     | - 2014년 10월 취임 - 2014년부터 일본 시리즈(‘SMBC 일본 시리즈’) 특별 협찬 |
| 코나미                  | - 2006년 이후에는 코나미 디지털 엔터테인먼트 - 2005~2007년 ‘아시아 시리즈’ 특별 협찬 - 더 나아가 2011~2013년의 ‘일본 시리즈’(‘KONAMI 일본 시리즈’) 특별 협찬은 KDE가 아닌 코나미(현 회사명: 코나미 그룹) 본사 및 코나미 그룹의 모든 계열사. |
| 로손                    | - 2012년 5월 취임 - 2014년 퍼시픽 리그 클라이맥스 시리즈(‘LAWSON 클라이맥스 시리즈·퍼시픽’) 특별 협찬 |
| 과거의 파트너 기업·단체 | |
| 걸리버 인터내셔널       | - 2007년 올스타전 특별 협찬 |
| 산요 전기               | - 현재 브랜드상의 명칭은 ‘파나소닉’ - 1987~2006년 올스타전 특별 협찬 |
| 신일본석유              | - 현 회사명: ENEOS - 일본 야구 국가대표팀 협찬(현재도 계속) - NPB 12구단 주니어 토너먼트 ENEOS컵 특별 협찬(2014년도까지) |
| 일본 코카-콜라          | - ‘조지아혼’상 협찬(조지아 명의, 2010~2014년까지) - 일본 야구 국가대표팀 협찬(레몬도 명의, 2022년부터) |
| 마쓰다                  | - 2008~2016년 올스타전 특별 협찬 ※히로시마 도요 카프 구단 주주 |

## 통일구 논란
2013년의 시즌 개막 이래 선수들로부터 “공이 자꾸 날아간다”라는 지적이 있었다. 일본 야구 기구는 “공에 변경은 없다”라며 일관된 설명을 되풀이했지만 실제로는 공이 날아가게끔 사양이 변경됐다는 사실이 드러났다. 그 후 통일구가 도입된 뒤에 공의 반발력을 나타내는 ‘반발계수’가 기준치를 밑도는 공이 있었고 그 결과 지금까지 사용됐던 공은 ‘잘 날아가지 않는 공’이었다는 사실이 이후에 밝혀졌다. 통일구는 “모든 구장에서 동일한 볼을 사용한다”, “국제 경기에도 대응한다”라는 이유에서 2011년에 도입했지만 공이 잘 날아가지 않는 바람에 도입 이전 시즌에 비해 홈런 개수도 거의 절반으로 줄어드는 등의 결과가 나타나면서 일명 ‘투고타저’ 현상이 일어났다. 그 때문에 2013년에 공의 사양 변경을 미즈노에 의뢰했다는 것이다. 본래 공의 사양 변경은 공표해야 할 사항이었으나 일본 야구 기구는 이를 공표하지 않았다.

## 같이 보기
- 일본 야구 전당
- 시코쿠 아일랜드 리그 plus